# Paliwo syntetyczne
Paliwo syntetyczne – paliwo otrzymane w drodze syntezy organicznej mogące stanowić alternatywę dla benzyny lub oleju napędowego. W zależności od zastosowanego surowca wyróżnia się technologie:
- Gas to liquid (GTL) – paliwa otrzymywane z gazu ziemnego
- Coal to liquid (CTL) – paliwa otrzymywane z węgla
- Biomass to liquid (BTL) – paliwa otrzymywane z biomasy.

Dotychczas najbardziej rozwinięte są dwie pierwsze technologie. Benzynę syntetyczną opartą na węglu stosowano podczas II wojny światowej, np. w Policach działała jedna z największych niemieckich fabryk benzyny syntetycznej, należąca do IG Farben. Fabrykę zrujnowano w trakcie wojny. Współcześnie jest powszechnie stosowana w Południowej Afryce. Produkcja paliw syntetycznych opartych na biomasie jest w fazie eksperymentów, jednak może zdobyć dużą popularność dzięki promocji rozwiązań korzystnych dla środowiska naturalnego (biopaliwa są promowane w ramach walki z globalnym ociepleniem).
Podstawowym rodzajem syntezy zastosowanym przy produkcji paliw syntetycznych jest synteza Fischera-Tropscha.
Do paliw syntetycznych należą:
- benzyna syntetyczna
- eter dimetylowy
- syntetyczne substytuty oleju napędowego (np. SunDiesel)
- metanol[a].

## Paliwa syntetyczne w Polsce
Rozważano produkcję paliw syntetycznych w Polsce w oparciu o duże zasoby węgla.
Prowadzono prace nad rozpoczęciem w Polsce produkcji paliwa BTL, ale się nie powiodły.